# Линаро (Форли-Чезена)
Линаро (итал. Linaro) је насеље у Италији у округу Форли-Чезена, региону Емилија-Ромања.
Према процени из 2011. у насељу је живело 146 становника. Насеље се налази на надморској висини од 158 м.